# Hans Stanggassinger
Hans Stanggassinger (Berchtesgaden, 5 januari 1960) is een voormalig West-Duits rodelaar. Stanggassinger was gespecialiseerd in het dubbel en vormde samen een dubbel met Franz Wembacher.
Stanggassinger won in 1981 en 1983 de bronzen medaille op de wereldkampioenschappen.
In het seizoen 1982-1983 behaalde Stanggassinger de tweede plaats in het eindklassement van de wereldbeker.
Stanggassinger won in totaal vijf wereldbekerwedstrijden allemaal op de baan van Königssee.
Stanggassinger behaalde zijn grootste succes door samen met Franz Wembacher de gouden medaille te winnen tijdens de Olympische Winterspelen 1984 in het Joegoslavische Sarajevo.

## Resultaten

### Wereldkampioenschappen
| Jaar | Plaats       | Resultaat |
| ---- | ------------ | --------- |
| 1981 | Hammarstrand | dubbel    |
| 1983 | Lake Placid  | dubbel    |

### Olympische Winterspelen rodelen
| Jaar | Plaats   | Resultaat |
| ---- | -------- | --------- |
| 1984 | Sarajevo | dubbel    |

1964: Josef Feistmantl / Manfred Stengl ·
1968: Klaus-Michael Bonsack / Thomas Köhler ·
1972: Paul Hildgartner / Walter Plaikner & Horst Hörnlein / Reinhard Bredow ·
1976: Hans Rinn / Norbert Hahn ·
1980: Hans Rinn / Norbert Hahn ·
1984: Hans Stanggassinger / Franz Wembacher ·
1988: Jörg Hoffmann / Jochen Pietzsch ·
1992: Stefan Krauße / Jan Behrendt ·
1994: Kurt Brugger / Wilfried Huber ·
1998: Stefan Krauße / Jan Behrendt ·
2002: Patric Leitner / Alexander Resch ·
2006: Andreas Linger / Wolfgang Linger ·
2010: Andreas Linger / Wolfgang Linger ·
2014: Tobias Wendl / Tobias Arlt ·
2018: Tobias Wendl / Tobias Arlt ·
2022: Tobias Wendl / Tobias Arlt